# ソウル江西区ネットカフェ殺人事件
ソウル江西区ネットカフェ殺人事件（ソウルカンソくネットカフェさつじんじけん）は、2018年10月14日午前8時10分頃、ソウル特別市江西区のネットカフェにてキム・ソンス（韓: 김성수）がアルバイト店員の男性を凶器で80回以上刺して殺害した事件である。最終判決は懲役30年。

## 経緯

### 犯人の経歴
犯人のキム・ソンス（韓: 김성수）は1989年にソウル特別市江西区で長男として生まれた。父親はキムの幼少期より妻と息子2人にDVを行っており、酒に酔ったからではなく、気の向くままにDVを行っていた。父親が一日中家にいるが一日中殴られたという。このような家庭環境により内向的な性格となり、小学校ではいじめに遭った。
高校三年生時、キムは我慢の限界に達し「このままでは生きられない」「父を殺さなければならない」と思ってナイフを持って父親に襲い掛かり、父は家を出て二度と戻らなかった。その後、キムは「誰かが自分を攻撃したらすぐに襲い掛からなければならない」という考えを持つようになった。
キムは高校時代はいじめられなくなり、友達もできた。友人によると、何も事件を起こさず、怒らせなければ普段は優しい性格であり、物をよく貸してくれたというが、本気で怒ると理性を失い、怒りが爆発し、手が付けられなく、友達が止めても殺すように追いかけてくる傾向があったという。
高校卒業後は進学せずに雑用等で生計を立てた。精神科で薬物治療を受け、ジムで働きながら筋力トレーニングで克服しようと努力をした。しかし怒りを抑えられない事が原因で暴力事件を頻繁に起こした。兵役では入隊早々に訓練所で権威的な上官に対して怒りを爆発させ、何度も暴力事件や問題を起こして1ヶ月以内に退役させられた。

### 事件発生
2018年10月14日日曜日の朝。 キム容疑者兄弟のうち、キム・ソンスが先にインターネットカフェに入り、アルバイトに「席が汚すぎる」と指摘する。 アルバイトの店員がすぐに席をきれいに片付ける。 その後も、キムは基本ができていないという理由で文句をつける。 アルバイトの店員が、「すみません」と謝罪する。
警察は最初の通報で、殺害に関する内容は聞いていないというが、警察に殺害脅迫され怖がっていたのを目撃したという記事が出た。
その後、キム容疑者と弟は隣のトイレに隠れた後、被害者がゴミを捨てに出てくると襲撃し、弟が被害者をつかまえている状態で兄が被害者を暴行した末、兄が家から持ってきたナイフを抜き取り、顔と首の部分を約80回刺した。被害者は手を伸ばして刃物を止めようとしたが、容疑者が振り回す刃物で被害者の手は形が分からないほど、再び手を合わせて付けられないほど裂けた。 その後、他の人々の通報により被害者は梨花女子大木洞病院に搬送されたが、救急室に到着した後、処置中に出血過多で死亡した。 後述する内容によると、事件現場で全ての血が流れたようだ。
その後、キム容疑者はテイザーガンを受けて逮捕され、江西警察署に拘束された。 犯人は凶器を持って戻り、インターネットカフェ前で弟と会話をしたり、一緒にタバコを吸ったりしたと推測されるが、警察は「ポケットの中に凶器があり、弟は兄が凶器を持っているという事実を認識できなかったようだ」と主張した。 自宅までの距離は約300メートル、使われた凶器は登山用ナイフだという。 容疑者は往復600メートルで、自宅から凶器を見つけ戻るのに6~7分しかかからなかった。
事件現場1(「fm KOREA」)、事件現場2(「ルリウェブ」)を見るとエスカレーターの前にペイント缶をこぼしたように血痕がたくさん残っている。 どれだけ拭き取っても残るのだから、当時の現場がどれほど凄惨だったか想像もできない。
容疑者本人は席を外してほしいと頼んだが、トイレに行ってきた間も片付けられていなくて腹が立ち、1,000ウォンの払い戻しを要求したが、拒否され、「自分の損になったんだな」と思い、犯行に及んだという。 容疑者兄弟の両親と弟は「キム容疑者は10年間うつ病の薬を服用していた」と証言した。 統合失調症の診断まで受けたほどではなかったという。 2018年10月26日、ソウル南部地裁は容疑者に対して拘束令状を発行した。
2018年12月11日、ソウル南部地検刑事4部（崔在敏部長検事）は11日、キム・ソンスを殺人の疑いで拘束起訴し、弟については暴力行為など処罰に関する法律上共同暴行の疑いで在宅起訴したと発表した。

## 裁判
2019年5月16日、ソウル南部地裁刑事合意11部（イ・ファンスン部長判事）結審公判で、検察はキム・ソンスに死刑を求刑し、弟キム某氏は懲役1年6ヵ月を求刑した。
2019年6月4日、1審ソウル南部地方裁判所刑事合意11部（イ・ファンスン部長判事）は、キム・ソンスに懲役30年を、その弟は無罪を言い渡した。 これに対し、検察側と弁護士側はもちろん、ネチズンたちも納得できない判決に憤っている状況。 判決直後、被害者側の弁護士がユーチューブを通じて言い残したこともある。
2019年11月27日、2審ソウル高裁刑事1部(チョン・ジュニョン部長判事)は、1審と同じ懲役30年を言い渡した。
2020年2月17日、キム・ソンスが上告を取り下げたことにより懲役30年が確定した. 大韓民国の形事訴訟法383条によると、他の上告理由なく量刑不当のみを理由に上告するのは、死刑、無期、10年以上の懲役を言い渡された被告人のみ可能であるため、検事は上告できなかった。 また、検察が量刑不当に上告するケースもあるが、「わたしたちにできることはない」という事実を見せ、世論の非難を避けるためであり、当然2審で上告棄却判決が下されている。 被告は量刑不当上告が可能だと説明したが、量刑不当を認めることはまれで、上告を取り下げなかったとしても高い確率で変わることはなかっただろう。